# Pathe Mula de los Cedros
Pathe Mula de los Cedros  är en ort i kommunen San José del Rincón i delstaten Mexiko i Mexiko. Samhället hade 719 invånare vid folkräkningen 2020.